# شريحة ضلع
شريحة الضلع أو شرحة الضلع هي شريحة لحم بقر مقطعة من الضلع الأساسي للبقر، مصحوبة بعظم الضلع المرفق به. يستخدم مصطلح شريحة عين الضلع للإشارة إلى شريحة لحم الضلع التي نُزع العظم منها أو المرفقة بالعظم. تشبه شريحة لحم التوماهوك فأس التوماهوك الأمريكي الأصلي الذي اشتق اسمه منه.